# 스포티파이
스포티파이(Spotify)는 2006년에 설립된 스웨덴의 음악 스트리밍 및 미디어 서비스 제공 업체이다. 이 회사는 2018년부터 룩셈부르크에 있고 러셀 1000 지수를 구성하는 지주회사,  Spotify Technology S.A.를 통해 뉴욕 증권 거래소에서 공개적으로 거래된 Spotify AB에 의해 운영된다. 스포티파이의 본부는 스웨덴 스톡홀름에 있고 본사는 미국 뉴욕에 있다.
이 회사는 2008년 10월에 출시된 "스포티파이(Spotify)"라고도 하는 오디오 스트리밍 플랫폼을 주로 제공한다. 음반사 및 미디어 회사의 6천만 곡 이상의 노래를 포함하여 DRM 제한 녹음 음악 및 팟캐스트를 제공한다. 프리미엄(Freemium) 서비스로 광고나 뮤직 비디오 자동 감상 등과 함께 제공되는 기본 기능은 무료이며, 유료 구독을 통해 오프라인 감상, 광고없는 감상 등의 추가 기능을 제공한다. 사용자는 아티스트, 앨범 또는 장르의 종류별로 검색할 수 있으며 재생 목록을 생성하거나 편집 및 공유할 수 있다.
스포티파이는 대부분의 유럽 및 아메리카, 오스트레일리아, 뉴질랜드, 아프리카 및 아시아 일부에서 윈도우, macOS, 리눅스 컴퓨터, iOS, 안드이드 스마트폰 및 태블릿을 포함한 대부분의 최신 기기에서 사용할 수 있다. 2020년 7월 기준 이 회사는 1억 3천 8백만 명의 유료 구독자를 포함하여 월간 활성 사용자가 2억 9천 9백만 명에 이른다.
아티스트에게 노래 또는 앨범 판매 당 고정 가격을 지불하는 실제 또는 다운로드 판매와 달리 스포티파이는 모든 노래의 스트리밍 횟수 중 해당 아티스트의 스트리밍 횟수 비율을 기준으로 로열티를 지불한다. 총 수익의 약 70%를 저작권 보유자에게 분배한 다음 개별 계약에 따라 아티스트에게 지불한다. 스포티파이는 테일러 스위프트와 톰 요크를 포함한 아티스트와 프로듀서로부터 뮤지션에게 공정하게 보상하지 않는다는 비판을 받았다. 2017년에 스포티파이는 기업공개에 대한 관심을 위해 라이센스 계약을 재협상하려는 노력의 일환으로 앨범이 유니버설 뮤직 그룹 또는 멀린 네트워크의 일부인 경우 아티스트가 유료 구독자에게 일시적으로 독점적인 앨범을 만들 수 있다고 발표했다.

## 역사

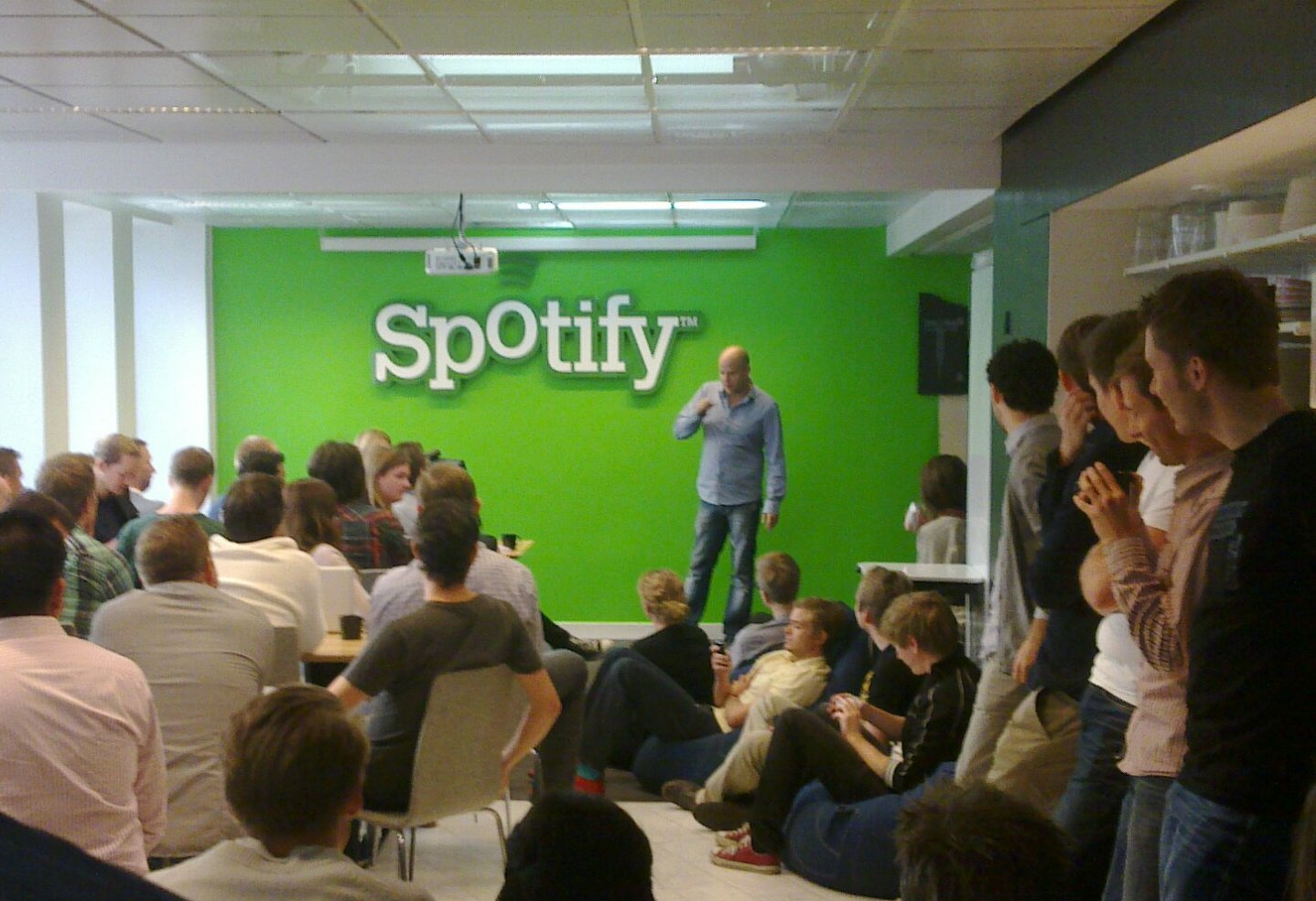
2010년 스포티파이 직원에게 연설하는 다니엘 에크

Spotify는 2006년 스웨덴 스톡홀름에서 스타돌￼ (Stardoll)의 전 CTO인 다니엘 에크(Daniel Ek)와 트레이드더블러 (Tradedoubler)의 공동 창립자인 마틴 로렌존 (Martin Lorentzon)에 의해 설립되었다. Ek에 따르면 회사의 이름은 처음에 로렌존이 외친 이름에서 따온 것이다. 나중에 그들은 "spot"과 "identify" 조합의 어원을 생각했다.

## 서비스
스포티파이는 곡 파일을 인터넷을 통해 제공한다. 스포티파이는 서버 기반의 스트리밍과 리스너들 간의 피어 투 피어(P2P) 기술을 조합하여 사용하고 있다. (클라우드 컴퓨팅 항목 참조) 사용자의 인터넷 접속이 느리더라도 음악을 플레이하는 데 있어서 지연이 별로 발생하지 않는다.
코덱은 Ogg Vorbis를 사용한다. 스포티파이 측은 스트림의 비트레이트를 대략 160 kbit/s 이라고 할 때 최소 256 kbit/s 이상의 인터넷 접속을 권장하고 있다.
음악은 온 디맨드(on demand)로 플레이된다. 보기에는 마치 사용자의 저장장치에 이미 음악 파일이 담겨 있는 것과 같다. 음악 파일들은 같은 곡을 계속 스트리밍을 할 때의 자원 낭비를 막기 위해 클라이언트 상에 캐시된다.
클라이언트가 서비스에 접속할 때, 클라이언트는 클라이언트 측 캐시의 내용을 인덱스에 요약한 후 스포티파이 스트림 허브로 전송한다. 스트림 허브는 각각의 곡들에 대해 스트림되는 데이터를 가져가기 위해 다른 피어(peer)들이 그 클라이언트로 접속할 수 있도록 앞서 말한 인덱스를 이용하여 메시지들을 피어들에게 통지한다. 각 클라이언트는 동작 시작 시점부터 일종의 서버로 동작하는데, 다른 스포티파이 사용자들이 해당 클라이언트에 접속할 수 있도록 소켓 리스닝 상태를 유지한다. 각 클라이언트는 다른 사용자들에게 접속해서 적절한 캐시 데이터를 교환하기도 한다. 스포티파이 측은 어떤 메시지가 오고 가는지, 최대 몇 명의 피어가 연결되는지, 다른 사용자들에게 스트리밍할 때 대역폭을 얼마나 사용하는지 등 상세 정보를 공개하지 않고 있고, 소프트웨에서도 관련 설정을 제공하지 않는다.
플랫폼은 모바일(안드로이드 4.1 이상, iOS 12 이상), 컴퓨터(OS X 10.10 이상, 윈도 7 이상, 리눅스 데비안 계열 패키지), 웹 브라우저 등 기본적인 사용 환경부터 카 스테레오 시스템, 게임기(플레이스테이션, 엑스박스), 스마트 TV, 스피커까지 다양하게 지원한다. 캐시 크기 및 캐시가 메모리 내에서 차지하는 공간은 사용자가 조절할 수 있다. 캐시 크기는 적어도 1GB 이상을 권장한다.
스포티파이를 사용하기 위해서는 계정을 만들어야 한다. 만든 계정은 여러 컴퓨터에서 쓰일 수 있으나, 오직 한 디바이스에서만 음악을 재생할 수 있다. 디바이스를 변경할 경우 재생 중인 음악을 이어 들을 수 있다.
스포티파이는 2020년 기준 118개 국가에서 서비스되고 있다.
2021년 2월, 대한민국에서 서비스를 출시하였다.

## 주요 기능

### 플레이리스트와 디스커버리
2015년 7월 스포티파이는 매주 생성되는 재생 목록인 디스커버리 위클리(Discovery Weekly) 서비스를 출시했다. 이 서비스를 통해 사용자에게 2시간 분량의 맞춤형 음악을 추천하고 및 사용자의 취향과 비슷한 청취자가 즐기는 노래를 제공했다. 2015년 12월, Quartz는 Discovery Weekly 재생목록의 곡들이 17억 번 스트리밍 되었다고 보고했고, Spotify는 2016년 5월 Discovery Weekly가 2015년 7월 출시 이후 거의 50억 번 스트리밍 되었다고 말했다.
2016년 3월 디스커버 위클리(Discover Weekly)의 성공을 바탕으로, 스포티파이는 메인 플레이리스트와 파이어 이모지, 베이스먼트, 힙트로닉스, 식스 스트링스, 사이클론을 포함한 프레쉬 파인즈(Fresh Finds)라는 이름의 6개의 새로운 재생 목록을 출시했다. 이 재생 목록에는 10만 명의 사용자가 임의로 선택한 1만 내지 2만 명의 음악 블로그에서 화제가 되고 있는 덜 알려진 뮤지션과 그들의 노래가 집중 조명된다. 매주 수요일 업데이트되며 최대 50곡까지 포함할 수 있다.

## 가격
스포티파이는 프리웨어이다. 본래에는 무료로 이용하면 시간 제한이 있었으나 2014년 폐지되었다. 스포티파이는 웹사이트에서 바로 다운받을 수 있다. 제공되는 곡들은 음반사들이 라이선스하여 합법적으로 제공한 것이다. 하지만, 사용자가 한 달 9.99 유로의 서비스 사용료를 내지 않는다면, 소프트웨어 상에 광고가 표시되며, 곡과 곡 사이에 광고가 삽입된다. 가입자가 서비스 사용료를 냈다면, 가입자는 자동적으로 "프리미엄 사용자" 상태가 된다. 프리미엄 사용자들은 특별히 뉴스를 들을수 있다.
사용자는 메이저 음반사들의 거의 모든 곡들에 접근할 수 있다. 레퍼토리는 계속 추가되고 있다. 사용자는 장르, 아티스트, 앨범, 발매년도 등을 가지고 검색할 수 있다.
사용자들은 재생목록을 만들 수 있다. 또한 사용자들은 재생목록을 다른 사용자와 공유할 수 있으며, 다른 사용자와 함께 수정할 수 있다. (협업 소프트웨어 항목 참조). 이를 위해, 재생목록에 대한 링크는 직접 드래그되어 인스턴트 메신저나 전자우편 윈도에 끌어다놓기 될 수 있다. 메시지 수신자나 전자우편 수신자가 링크를 클릭하면 수신자의 스포티파이 클라이언트가 재생목록을 다운로드한다. 재생목록 링크는 일반 링크가 사용되는 식으로 쓰일 수 있다.
이 애플리케이션은 라스트 에프엠과 연동되어 있다. 인터넷 익스플로러, 사파리, 파이어폭스 같은 브라우저에서 쓸 수 있는 라스트 에프엠 애드 온이 있다.
프리미엄 서비스에 가입되어 있다면 스트리밍 뿐만 아니라 다운로드를 통해 오프라인 상태에서도 들을 수 있다. 프리미엄의 가격은 개인, 듀오로 각각 매월 10,900원, 16,350원이고, 베이직은 7,900원이다. 듀오는 Premium 별도 계정이 2개가 된다.

## 사용 국가

스포티파이를 사용 가능한 국가

스포티파이는 현재 전 세계 178개 국가에서 사용 가능하다.

## 같이 보기
- 스포티파이 스트리밍 기록 목록
- 라스트 에프엠
- 스트리밍